# 栗山求
栗山 求（くりやま もとむ、1968年 - ）は、青森県出身の競馬評論家。

## 経歴
青森市で生まれ、東京都で育つ。ペーパーオーナーゲームがきっかけで競馬の血統に興味を持ち、大学在学中の1989年に競馬通信社に入社した。血統専門誌『週刊競馬通信』で編集長を務める。1997年に同社を退社後はフリーランスの競馬評論家として活動し、『優駿』『別冊宝島』『ハロン』『競馬歴史新聞』『プーサン』『書斎の競馬』『海外競馬』『サラブレ』『競馬王』「netkeiba.com」などの競馬雑誌・メディアにライター・編集者として寄稿、ほかグリーンチャンネルのKEIBAコンシェルジュや、日本中央競馬会主催のイベントへの出演などもしている。
2010年に株式会社ミエスクを設立。2011年より血統・配合の総合サイト「血統屋」を開設、運営に携わっている。また、2012年より望田潤とともに『パーフェクト種牡馬辞典』シリーズを刊行している。

## 主な著作
- 『驚異の血統データ事典―血統が教える必勝馬券戦術』（日本文芸社・1996年・ ISBN 978-4537025385）
- 『パーフェクト種牡馬辞典』シリーズ（自由国民社・2012年-）
- 『血統史たらればなし』（エンターブレイン・2016年・ISBN 978-4047341128）